# Säiniönjärvi
Säiniönjärvi är en sjö i kommunen Hirvensalmi i landskapet Södra Savolax i Finland. Sjön ligger 116,9 meter över havet. Arean är 69 hektar och strandlinjen är 4,63 kilometer lång. Sjön  ingår i Kymmene älvs huvudavrinningsområde.   Den ligger omkring 19 kilometer sydväst om S:t Michel och omkring 190 kilometer nordöst om Helsingfors. 